# Lesná (district de Tachov)
Pour les articles homonymes, voir Lesná.
Lesná (en allemand : Schönwald) est une commune du district de Tachov, dans la région de Plzeň, en République tchèque. Sa population s'élevait à 474 habitants en 2022.

## Géographie
Le territoire municipal est situé dans les montagnes de la forêt du Haut-Palatinat (Český les) faisant partie de la région historique de Bohême, à proximité immédiate de la frontière allemande et de l'État de Bavière. Lesná se trouve à 7 km à l'ouest de Tachov, à 60 km à l'ouest de Plzeň et à 139 km à l'ouest-sud-ouest de Prague.
La commune est limitée par Obora, Milíře et Tachov au nord, par Studánka et Dlouhý Újezd à l'est, par Hošťka et Rozvadov au sud, ainsi que par les communes allemandes de Georgenberg et Flossenbürg à l'ouest.

## Histoire
La première mention écrite de la localité au sein du royaume de Bohême date de 1349. À partir de 1526, la région a été intégrée dans la monarchie de Habsbourg. Une église paroissiale y existe depuis 1720.
Après les accords de Munich signés en 1938, le lieu est annexé par l'Allemagne nazie et fit partie du Reichsgau Sudetenland jusqu'en 1945. Au temps du rideau de fer, à partir de 1948, de nombreux villages situés tout près de la frontière allemande ont été démolis.

## Patrimoine

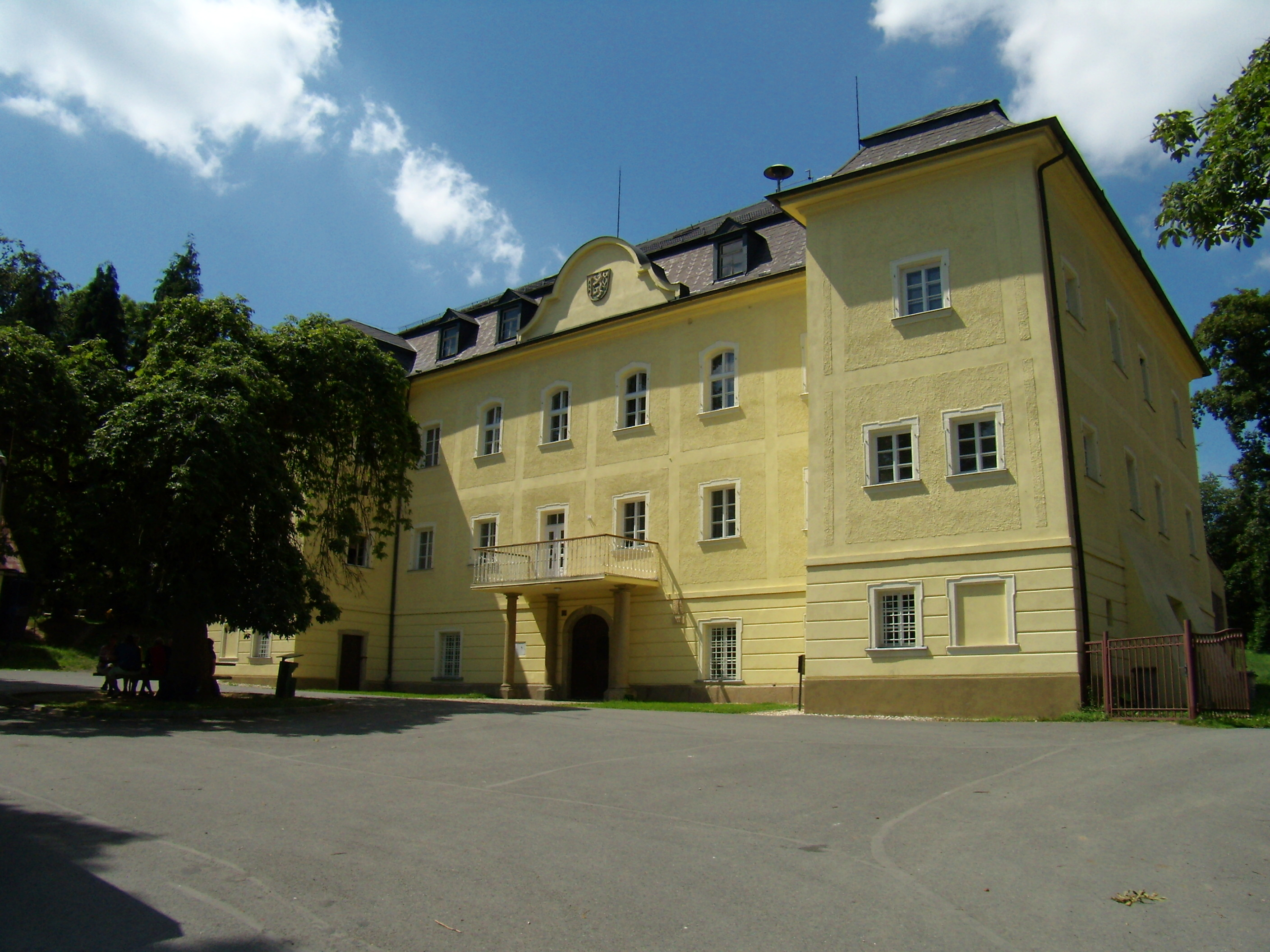
Château de Lesná.
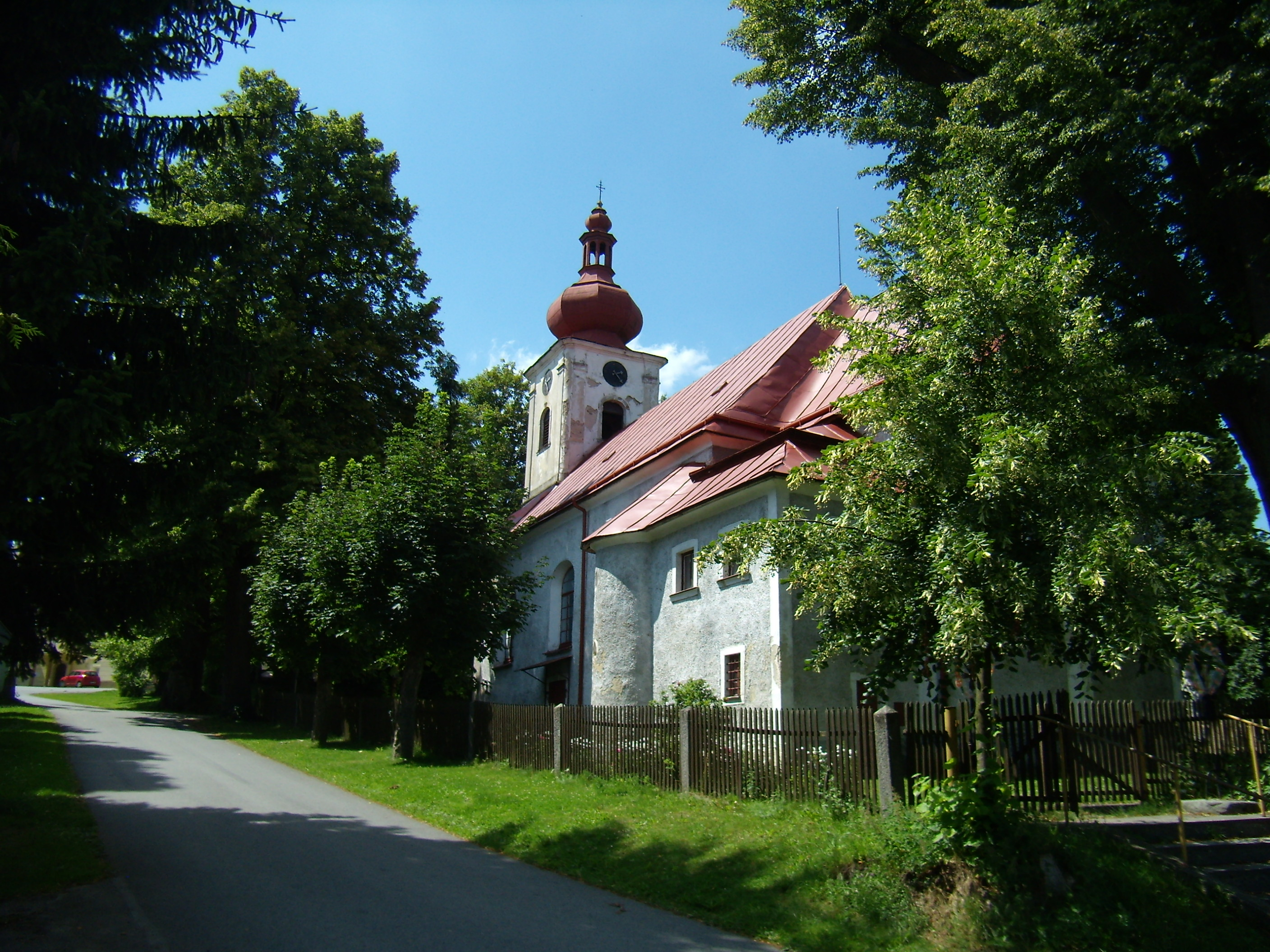
Église Saint-Nicolas.

## Administration
La commune se compose de quatre sections :
- Lesná ;
- Háje ;
- Písařova Vesce ;
- Stará Knížecí Huť.

## Transports
Par la route, Lesná se trouve à 11 km de Tachov, à 73 km de Plzeň et à 168 km de Prague. 